# Калоприёмник

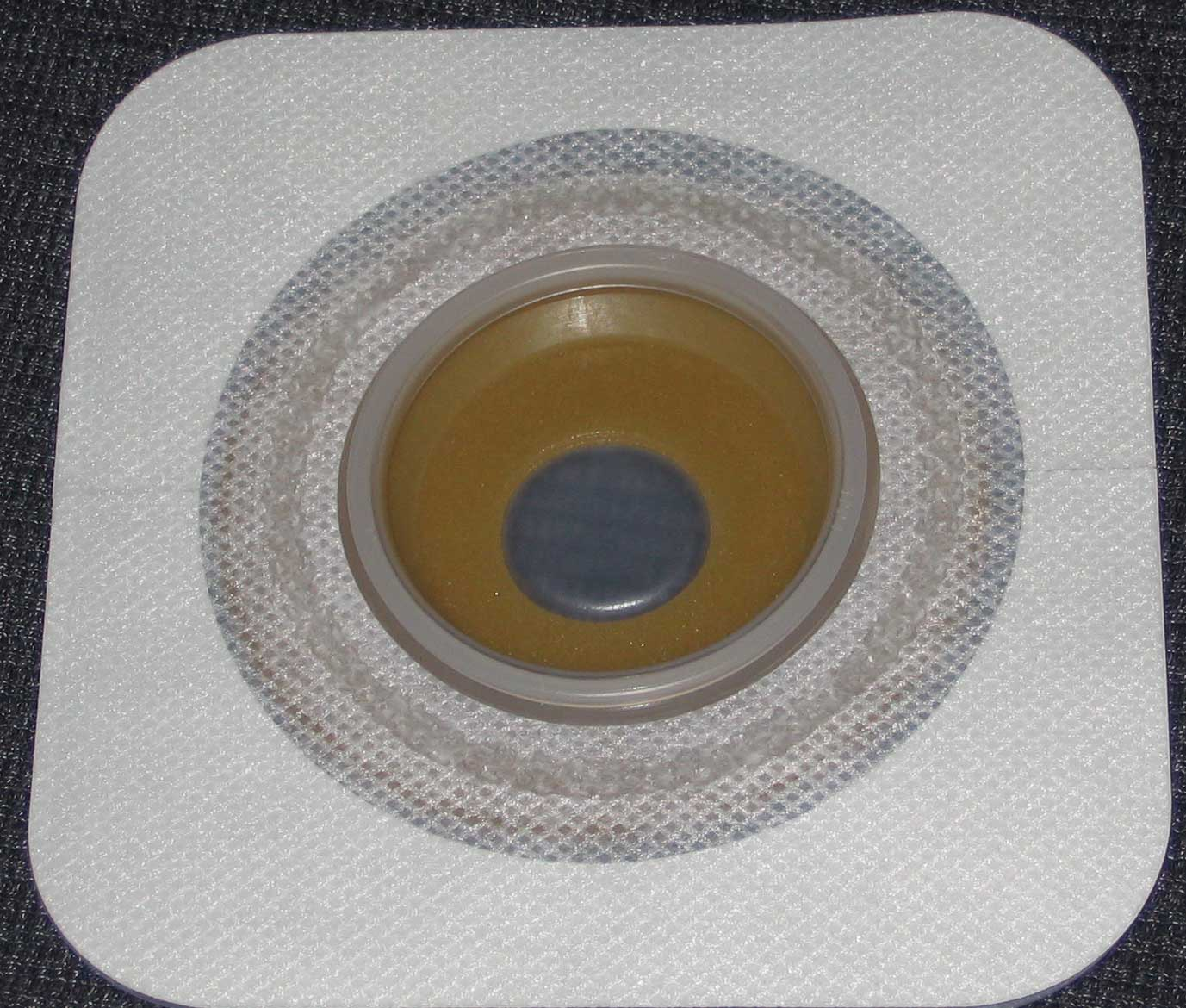

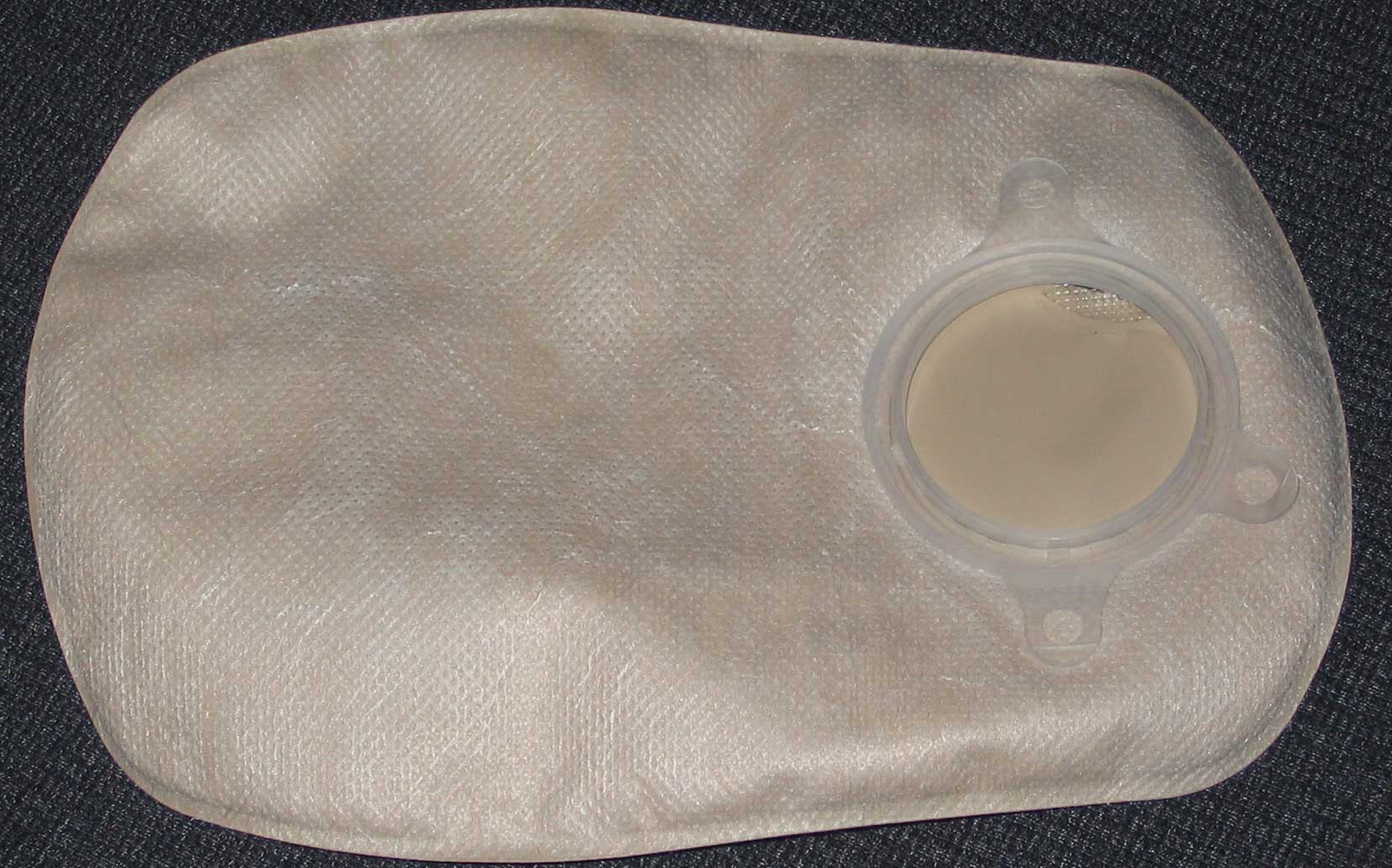

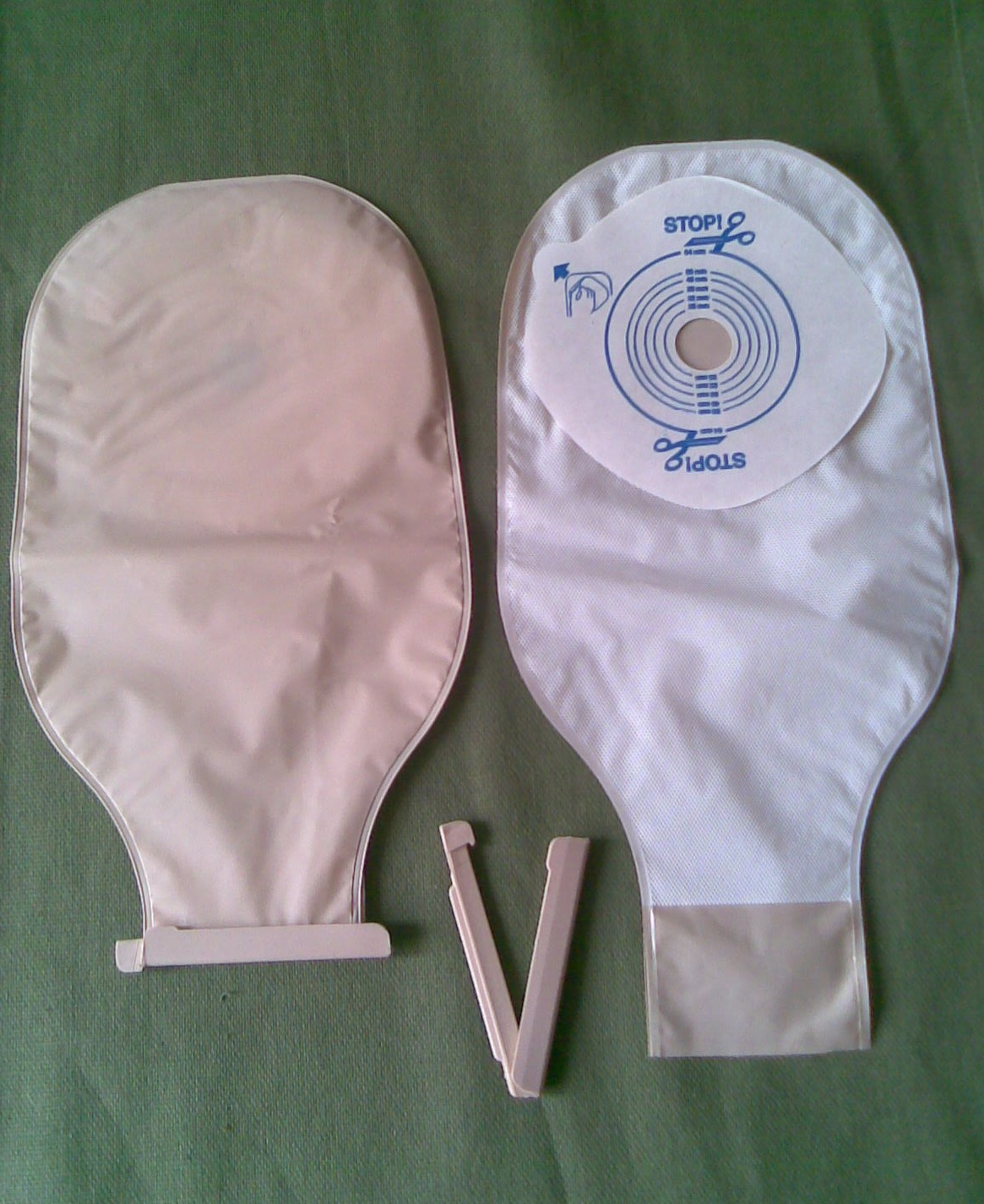

Калоприёмник — резервуар для приёма каловых масс у людей, у которых, по разным причинам, временно или постоянно, невозможен нормальный акт дефекации. Представляет собой ёмкость из запахонепроницаемой плёнки, снабжённую липким фланцем для крепления на теле пациента, кольцом из специального гидроактивного и ранозаживляющего материала, обеспечивающими герметичность и запахонепроницаемость в месте крепления к телу и комфортные условия для кожи вокруг стомы. Ёмкость снабжена запорным устройством, позволяющим удалять содержимое и промывать калоприёмник.
Существуют калоприёмники двух типов: однокомпонентные (стомный мешок со встроенной клеевой пластиной) и двухкомпонентные (комплект, состоящий из отделяемых друг от друга клеевой пластины и стомных мешков). Также калоприёмники делятся на открытые (которые можно опорожнять от выделяемого) и закрытые (которые используются только однократно и утилизируются сразу после использования).
Выбор калоприёмника зависит от вида стомы, места её расположения, оформленности каловых масс, особенностей кожи вокруг стомы, а также от предпочтений человека.